# Stomodeum
Stomodeum eller stomatodeum, den primitiva munhålan eller munbukten hos embryon av ryggradsdjur.
Munöppningen uppkommer relativt sent i embryonalutvecklingen hos ryggradsdjuren, efter att alla primära organanlag har bildats. Den bildas genom att en inbuktning i ektodermet, dvs. stomodeum, möter en entodermal utbuktning från den primitiva tarmkanalen, archenteron. De två vävnadsskikten smälter samman till ett membran, orofaryngealmembranet, som emellertid snart brister. På så sätt uppstår fri passage mellan munhålan och svalget.
Stomodeum ger upphov till delar av munslemhinnan och till Rathkes ficka, en utbuktning i taket av stomodeum. Rathkes ficka anses vara anlaget till hypofysens framlob (adenohypofysen) hos alla ryggradsdjur utom pirålar.